# 乙黒拓斗
乙黒 拓斗（おとぐろ たくと、1998年12月13日 - ）は、日本の男子レスリングの元選手。2021年開催東京オリンピック男子フリースタイル65kg級金メダリスト。山梨県笛吹市出身。山梨学院大学卒業。自衛隊体育学校所属の自衛官（2021年8月現在の階級は2等陸曹）。兄は同じ自衛隊所属のレスリング選手である乙黒圭祐。

## 来歴
父親の影響で兄がレスリングを始めると、その後に自らも続いた。笛吹市立石和南小学校時代は所属先の山梨ジュニアレスリングクラブのみならず、実家でも父親の指導で夜遅くまで練習に取り組んでいた。小学校5年の時からは山梨学院大学レスリング部でも練習を行うようになった。
また東京GOLDKIDレスリングクラブに所属し、全国少年少女レスリング大会に３度優勝、地方大会でも優勝し実績を積む。
上京して東京都北区立稲付中学校へ入学すると、兄に続いてJOCエリートアカデミーに入校した。中学時代は全国中学選抜選手権47kg級2連覇、世界カデット選手権46kg級で3位になった。また、3年の時からジュニアオリンピックカデットの部を3連覇した。
帝京高校時代はインターハイで3階級制覇（50kg級、55kg級、60kg級）を達成すると、全国高校選抜大会でも2連覇を果たした。2年の時には世界カデット選手権54kg級で優勝した。3年の時にはジュニアオリンピックジュニアの部で優勝した。
2017年に山梨学院大学へ進学した。2年の時には全日本選抜選手権65kg級で優勝すると、その後のプレーオフを制して、70kg級の兄とともに世界選手権代表に選ばれた。世界選手権では準々決勝までの3試合をテクニカルフォール勝ちすると、準決勝でロシアのアフメド・チャカエフを15-10、決勝ではアジア大会優勝者であるインドのバジュニーシュ・バジュランを16-9で破って、1974年に20歳6か月で世界選手権を制した大学の監督の高田裕司を超える日本の男子選手史上最年少の19歳10か月で優勝を飾った。試合後には、「東京五輪までに世界選手権で優勝するという目標を達成できたことはうれしい」と語った。一方、高田は教え子の乙黒について、「彼のレスリングは異次元。投げられた時にも猫みたいに回転するのは天性で、平成の怪物」と称賛した。また、日本レスリング協会の強化本部長である西口茂樹や強化副本部長の赤石光生によれば、乙黒は左右どちらの構えでも臨機応変に対応でき、昔のように最初から飛ばしまくるレスリングを展開できるという。全日本レスリング選手権大会では初優勝を飾って天皇杯を受賞した。
2019年6月の全日本選抜選手権決勝でリオデジャネイロオリンピック57kg級銀メダリストの樋口黎に5-15のテクニカルフォール負けを喫した。シニア大会では棄権負けを除き初めての敗戦となった。これにより、今大会で勝った樋口とプレーオフで世界選手権代表を争うことになった。7月のプレーオフでは樋口を5-0で破って世界選手権代表に選ばれた。9月の世界選手権では3回戦でロシアの選手に敗れると、その後の3位決定戦でも敗れて5位に終わった。しかし12月の全日本選手権で優勝したため、東京オリンピック代表に決まった。
2020年2月のアジア選手権では決勝で地元インドのバジュランを破って優勝した。3月には74㎏級のプレーオフで兄が勝利したことにより、兄弟での東京オリンピック出場が決まった。
2021年3月に山梨学院大学を卒業し、兄と同じ自衛隊体育学校所属の自衛官となった。新型コロナウイルス感染症の世界的流行の影響で1年遅れて開催された8月の東京オリンピックでは、準決勝で世界ランキング1位であるロシアオリンピック委員会のガジムラド・ラシドフを3-2で破ると、決勝ではアゼルバイジャンのハジ・アリエフを5-4で破って金メダルを獲得した。2021年、紫綬褒章受章。東京オリンピック レスリング 男子フリースタイル65kg級において金メダルを獲得した功績をたたえ、2021年12月15日、山梨県笛吹市の笛吹市役所市民窓口館前に記念のゴールドポスト（第29号）が設置された（ゴールドポストプロジェクト）。
東京オリンピック以来の実戦復帰となった2022年12月の全日本選手権では優勝した。2023年1月に右足甲を負傷し、同年6月の全日本選抜選手権でも同じ個所を負傷しながらも優勝した。9月の世界選手権では3回戦で敗れると、ケガのため敗者復活戦を棄権した。12月の全日本選手権では決勝で日体大4年の清岡幸大郎と対戦すると、6-6の内容差でリードされながらも終了1秒前に2ポイントを取って逆転勝ちしたかに思われた。しかし、相手がその判定にチャレンジした結果、ポイントが取り消されて2位に終わった。今大会で優勝しないとパリオリンピック代表になれないため、この判定に納得できない乙黒は猛抗議したものの判定は覆らず、逆にイエローカードを提示された。乙黒に勝利した清岡幸大郎はパリオリンピックで金メダルを獲得した。
清岡に敗れた後は右足甲の手術などのために実戦から遠ざかっていたが、2025年4月4日に自身のSNSで引退を表明した。

## 人物
寡黙で多くを語らない性格だが、練習に対する姿勢や取り組み方はチームメイトの高谷大地や石黒隼士が驚くほどであった。2021年東京五輪以来の国際大会復帰となった2023年レスリング世界選手権では海外のファンから大歓声を浴びるなど、国内外で一目置かれた選手だった。

## 主な戦績
- 2012年 - 全国中学生選手権フリースタイル 優勝（42kg級）
- 2012年 - 全国中学選抜選手権  優勝（47kg級）
- 2013年 - ジュニアオリンピック カデットの部 優勝（46kg級）
- 2013年 - 世界カデット選手権　3位（46kg級）
- 2013年 - 全国中学選抜選手権  優勝（47kg級）
- 2014年 - ジュニアオリンピック カデットの部 優勝（50kg級）
- 2014年 - アジアカデット 優勝（50kg級）
- 2014年 - インターハイ　優勝（50kg級）
- 2015年 - 全国高校選抜大会　優勝（55kg級）
- 2015年 - ジュニアオリンピック カデットの部 優勝（54kg級）
- 2015年 - インターハイ　優勝（55kg級）
- 2015年 - 世界カデット選手権　優勝（54kg級）
- 2015年 - 国体　少年の部　優勝（60kg級）
- 2015年 - ブバイサ・サイキエフ国際大会　3位（58kg級）
- 2016年 - 全国高校選抜大会　優勝（60kg級）
- 2016年 - ジュニアオリンピック ジュニアの部 優勝（60kg級）
- 2016年 - インターハイ　優勝（60kg級）
- 2017年 - 国体　成年の部　優勝（61kg級）
- 2017年 - 全日本選手権　5位（65kg級）
- 2018年 - 全日本選抜選手権 優勝（65kg級）
- 2018年 - 世界選手権　優勝
- 2018年 - 全日本レスリング選手権大会　優勝 天皇杯受賞
- 2019年 - 全日本選抜選手権　2位
- 2019年 -　世界選手権　5位
- 2019年 - 全日本選手権　優勝
- 2020年 -　アジア選手権　優勝
- 2021年 -　東京オリンピック　優勝
- 2022年 - 全日本選手権　優勝
- 2023年 - 全日本選抜選手権　優勝
- 2023年 - 世界選手権　7位
- 2023年 - 全日本選手権　2位

(出典)